# Le Dauphiné libéré
Le Dauphiné libéré est un journal quotidien de la presse écrite française régionale.
Sa zone de diffusion se concentre sur les départements français de l'Isère, la Savoie, la Haute-Savoie, la Drôme, l'Ardèche, les Hautes-Alpes, l'Ain (Pays de Gex), le Vaucluse (Vaucluse matin), ainsi que dans la Vallée de l'Ubaye, dans les Alpes de Haute Provence.
Son siège se situe dans l'agglomération grenobloise à Veurey-Voroize.
Le Dauphiné libéré est une filiale du groupe EBRA.

## Histoire

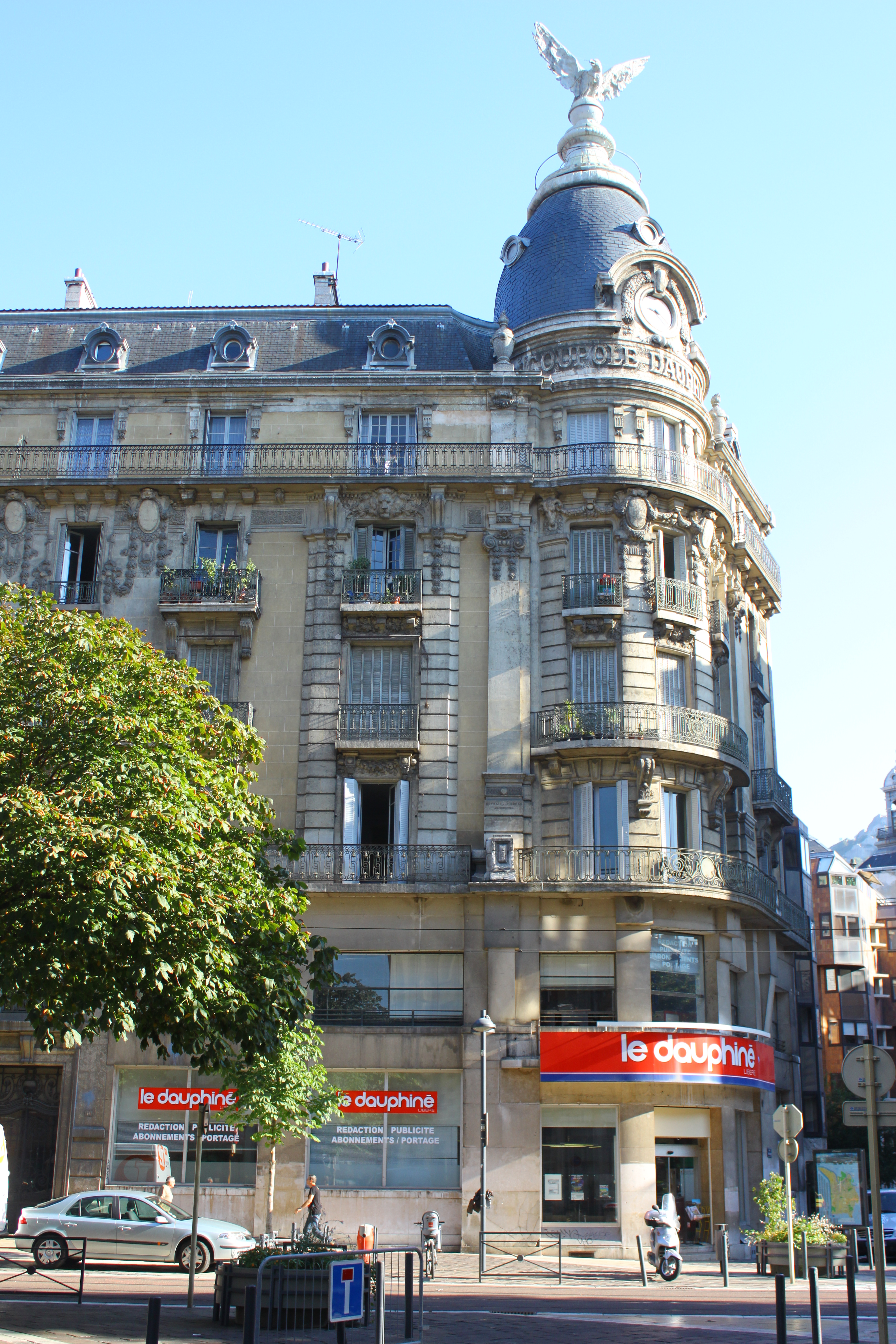
Ancien siège de la rédaction du Dauphiné libéré à Grenoble (près de l'avenue Alsace-Lorraine).

Le Dauphiné libéré a été fondé par sept membres de la Résistance : Louis Richerot, Fernand Policand, Élie Vernet, Alix Berthet, Roger Guerre, André Philippe et Georges Cazeneuve. Prenant la suite du quotidien Les Allobroges sorti le 22 août 1944 en remplacement du Petit Dauphinois jugé trop compromis avec l'occupant allemand durant la Seconde Guerre mondiale, le premier numéro du Dauphiné libéré paraît le 7 septembre 1945. À la une, l'éditorial annonce : « Le libre journal des hommes libres ».
Pendant les décennies qui suivent la Seconde Guerre mondiale, le titre affronte la sévère concurrence d'un autre quotidien issu de la Résistance, Les Allobroges, l'un des nombreux journaux régionaux communistes fédérés dans l'Union française de l'information, mais qui a cessé de paraître 1958.
Son premier siège est situé avenue Alsace-Lorraine à Grenoble, avant d'être transféré en 1977 à Veurey-Voroize, dans la banlieue nord de Grenoble.
Après avoir été détenu par le chef d'entreprise et homme politique français Serge Dassault au sein du groupe Socpresse, Le Dauphiné fait partie désormais du groupe « Est Bourgogne Rhône-Alpes » Groupe EBRA (filiale de Crédit Mutuel Alliance Fédérale), anciennement « groupe Est Républicain ».
Le journal a également été l'organisateur du Critérium du Dauphiné libéré jusqu'en 2009 mais dut se séparer de son épreuve pour des raisons financières, l'organisation de cette course relevant désormais du Groupe Amaury Sport Organisation (ASO).
De 2022 au 5 juillet 2025, Le Dauphiné Libéré est dirigé par Christophe Victor, qui a succédé à Christophe Tostain, occupant auparavant le poste de directeur général depuis le 1er janvier 2013.

## Informations financières
En 2018 la société Dauphiné Libéré qui compte 710 collaborateurs (effectif moyen annuel 2018) a réalisé un chiffre d'affaires de 116 690 000 € et enregistré une perte de 13 671 700 €.

## Éditions locales

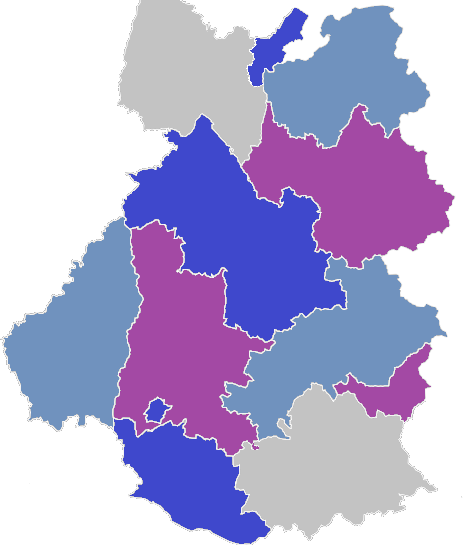
Aire de diffusion du Dauphiné libéré.

Le Dauphiné libéré touche partiellement ou complètement neuf départements français :
Ain (une édition)
- Grand Genève - Chablais - Ain

Hautes-Alpes et Alpes-de-Haute-Provence (vallée de l'Ubaye) - (une édition)
Édition départementale (Gap, Briançon, Sisteron et Barcelonnette)
Ardèche (deux éditions)
- Annonay et Nord Ardèche
- Ardèche méridionale (Aubenas) et Privas centre Ardèche

Drôme (trois éditions)
- Valence, Rhône Crussol au Diois
- Montélimar et Drôme provençale
- Romans et Drôme des collines

Isère (huit éditions).
- Bourgoin-Jallieu et Nord-Dauphiné
- La Tour-du-Pin et Nord-Dauphiné
- Vienne et Roussillon
- Grenoble au Grésivaudan
- Grenoble au Vercors
- Saint-Marcellin à la Bièvre
- Voironnais à la Chartreuse
- Romanche et Oisans

Savoie (quatre éditions)
- Aix-les-Bains
- Chambéry
- Maurienne
- Tarentaise

Haute-Savoie (trois éditions)
- Annecy - Arve - Mont-Blanc
- Grand Genève - Chablais - Ain
- Soir Haute-Savoie

Vaucluse (trois éditions)
- Avignon et Carpentras
- Haut-Vaucluse (Orange/Bollène/L'enclave des papes)
- Sud-Vaucluse

Le Dauphiné libéré a également lancé en 2008 l'hebdomadaire Grenews afin de diversifier son public et de faire face à la concurrence d'autre médias. Grenews vise l'agglomération grenobloise et combine un hebdomadaire gratuit, un site web et une WebTV. En février 2011, cet hebdomadaire est renommé Gre CityLocalNews. Il existe une autre édition gratuite à Avignon.

## Identité visuelle (logo)

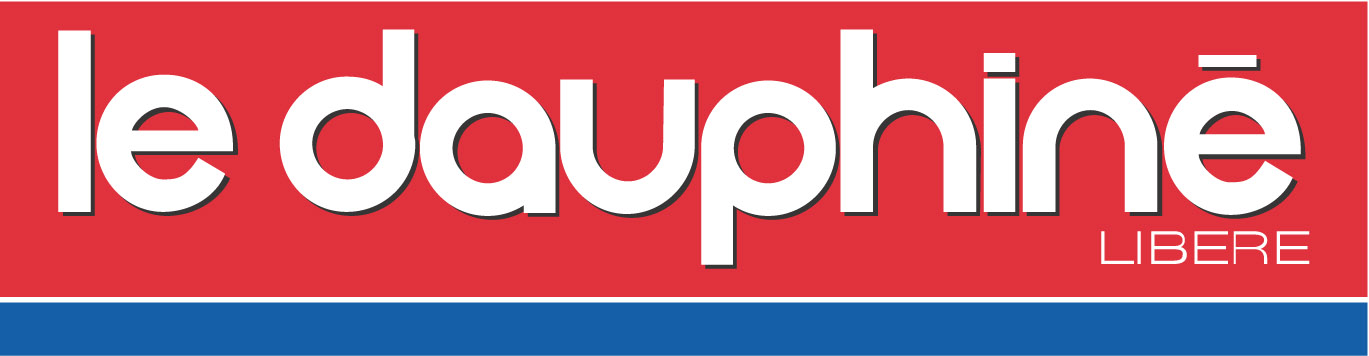
Ancien logo (2007 - octobre 2013)
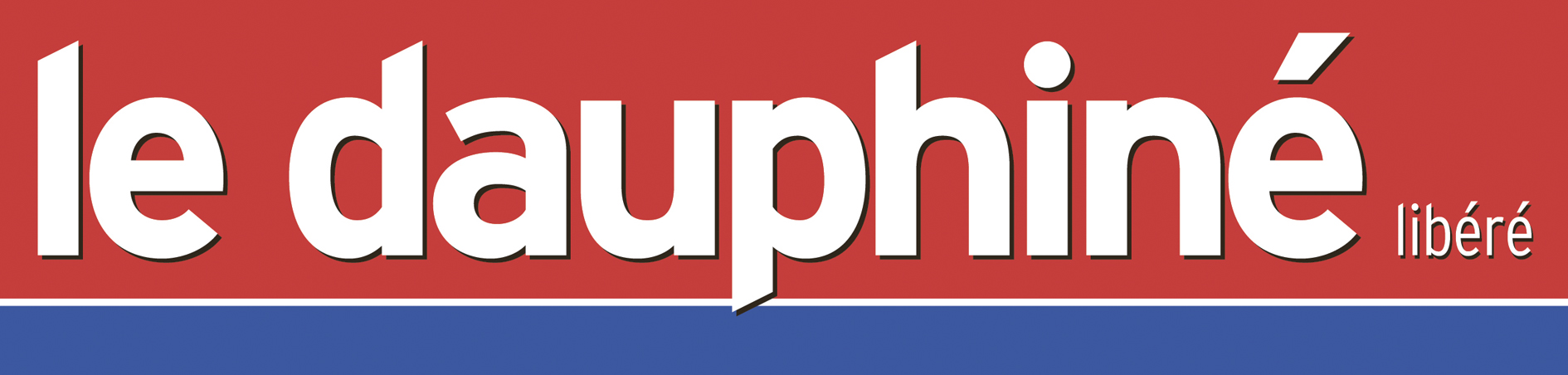
Ancien logo (octobre 2013 - octobre 2022)
Logo depuis octobre 2022